# Aaron Scott (Biathlet)
Aaron Scott ist ein US-amerikanischer Arzt und Biathlet aus Spokane, Washington.
Scott begann sich 2002 mit Biathlon zu beschäftigen, nachdem er zuvor bereits seit 12 Jahren Ski fuhr. 2008 nahm er an den Nordamerikanischen Meisterschaften im Sommerbiathlon in Canmore teil. Er wurde bei den Rennen auf Skirollern 23. des Sprints und 21. der Verfolgung. Bessere Ergebnisse erreichte er bei den Rennen im Crosslauf. Im Sprint gewann er den Titel vor Andrew Lyon, im Verfolgungsrennen die Silbermedaille hinter Philip Eriksson. Im Biathlon-NorAm-Cup 2008/09 erreichte Scott mit 106 Punkten den 28. Platz der Gesamtwertung, eine Saison später wurde er gemeinsam mit Blake Hillerson 24.